# タケダハム
タケダハム株式会社は、大阪市浪速区に本社を置く食品加工メーカーである。
1954年（昭和29年）10月創業。代表者は竹田清（代表取締役）
資本金３億円。本社所在地は、大阪府大阪市浪速区大国2-16-15。

## 沿革
- 昭和29年10月 　竹田清が、食肉業界の近代化を目的に大阪府羽曳野市に竹田ハム工業所を設立
- 昭和33年10月 　竹田ハム工業所を改組し、竹田畜産工業株式会社を設立
- 昭和37年7月　　社名をタケダハム株式会社に改称。大阪市浪速区に大阪営業所を開設
- 昭和39年5月 　 京都営業所を開設
- 昭和53年4月     発色剤を使用しない「無塩せきハム」の開発に着手
- 昭和55年 　　　あらびきウインナーの先駆け「スタミナウインナー」を発売
- 昭和54年7月 　 羽曳野市に総合商品センターを開設
- 昭和61年10月   厚生大臣より「食品衛生功労賞」受賞
- 平成6年9月       農林水産大臣より「技術功労賞」受賞
- 平成8年12月     資本金を3億円に増資
- 平成10年10月   創立40周年、感謝の集いを開催
- 平成17年 社長　竹田清、「黄綬褒章」受章。羽曳野市に商品配送センター開設
- 平成19年6月　  大阪府羽曳野市「道の駅　しらとりの郷」に直営店を出店
- 平成20年12月   創立50周年。食品産業優良企業として「農林水産大臣賞」受賞
- 平成24年10月    ISO22000　認証取得（生産事業本部）
- 平成24年11月    ドイツ農業協会（DLG）主催、国際品質競技会において金賞4品、銀賞1品受賞
- 平成26年5月    「美味大阪　焼豚」が大阪府より「大阪産（もん）名品」の認定を受ける
- 令和元年11月    ドイツ農業協会（DLG）主催、国際品質競技会において6回連続の金賞受賞（5品目）

## 事業所
- 本社　大阪市浪速区大国2-16-15

- 本社工場・管理本部　大阪府羽曳野市向野2-5-18

- 食肉事業本部・配送センター　大阪府羽曳野市伊賀2-26-6

- 京都営業所　長岡京市神足下八ノ坪36-4

- 名古屋営業所　愛知県海部郡大治町三本木堅田10-1

- 岡山営業所　岡山市北区青江1-7-6　岡山中央冷蔵内